# Pantera
Pantera je bila ameriška heavy metal skupina iz Arlingtona v Teksasu. Leta 1981 sta jo ustanovila brata Abbott, Vinnie (bobni) ter »Dimebag« Darrell (kitara). Basist Rex Brown se jima je pridružil leta 1982, leta 1987 se njim je pa kot glavni vokalist pridružil Phil Anselmo. Takšna postava se je najbolj obdržala, saj so skupaj uspešno nastopali 16 let.
Najprej je na njih vplivala glam oz. hair metal glasba iz 80ih, skupine kot so Kiss in Van Halen. Panterin stil se je spremenil v poznih 80tih, ko je nanjo vplivale thrash metal skupine (Slayer, Exodus in Metallica), ter tradicionalni metal (Black Sabbath, Judast Priest).
Pantera je nato postala eden glavnih post-thrash metal bandov, podvrste groove metal glasbe. Prvi komercialni uspeh so doživeli devet let po ustanovitvi, leta 1990 s prvim korporacijskim albumom, Cowboys From Hell. Takrat je bila Pantera eden najbolj poznanih heavy metal bandov 90ih. 
Kljub hladnemu sprejemu njihovih prvih štirih albumov so kritiki začeli od takrat naprej hvaliti njihov slog. Jason Birchmeier (allmusic.com) je izjavil »nikoli ni bilo boljšega metal benda med zgodnjimi in srednjimi 90imi, kot je Pantera«. Band se je uvrstil na 45. mesto na lestvici »100 Greatest Artists of Hard Rock« in 5. Na »Top 10 Greatest Heavy Metal Bands of All Time«
Znotraj Pantere so se sredi 1990 začeli prepiri zaradi Philove odvisnosti od drog. Anselmo je zaradi operacije na hrbtu imel strašne bolečine, ker pa ni hotel da bi band razpadel oz. začasno prekinil svoje delovanje, je začel uporabljati heroin kot sredstvo za lajšanje bolečin, kar je vplivalo na njegovo obnašanje. Poleg tega se je začel oddaljevati od ostalih članov skupine, ki se niso zavedali njegove odvisnosti.